# 5007 Keay
5007 Keay (1990 UH2) là một tiểu hành tinh vành đai chính được phát hiện ngày 20 tháng 10 năm 1990 bởi R. H. McNaught ở Siding Spring.